# Школа № 10 (Таганрог)
Школа № 10 — средняя общеобразовательная школа в г. Таганроге. Открыта в 1920 году в здании бывшего коммерческого училища Таганрога.

## История
История школы № 10 Таганрога начинается в 1920 году, когда она была открыта в построенном в 1910 году здании бывшего Таганрогского коммерческого училища как Таганрогская трудовая школа.
Преподавательский состав был весьма разнороден, поскольку в 1916 году в Таганрог были эвакуированы Рижское реальное училище им. Петра I, Митавская мужская гимназия, Варшавская учительская семинария и др.
В 30-е годы школу № 10 объявили образцовой, то есть базовой по повышению методической подготовки учителей. В 1931 году в здании школы № 10 было открыто училище ФЗО завода «Красный котельщик».
В годы Великой Отечественной войны здание школы было разрушено.
Занятия возобновились в здании по ул. Ленина (в настоящее время — ул. Петровская, в этом здании ныне располагается Таганрогский институт управления и экономики). Школа была женской. В 1953 году здание школы № 10 было восстановлено и функционирует по сегодняшний день.

## Директора школы
- с 2008 по наст. время — О. В. Козина
- с 1984 по 2008 — З. А. Шубина[4]
- с 1974 по 1984 — В. Г. Зотенко
- с 1958 по 1974 — А. В. Войновская
- с 1953 по 1958 — М. В. Иваненко
- с 1944 по 1953 — Т. Г. Лагутин
- с 1930 по 1944 — С. И. Пинчук
- с 1920 по 1930 — В. А. Атаназиевич

## Известные сотрудники и ученики школы
- Бондаренко, Игорь Михайлович (1927—2014) — русский советский писатель.
- Ветров, Владислав Владимирович (1964) — актёр театра и кино, Заслуженный артист России[5].
- Киселёв, Александр Алексеевич (1953) — российский приборостроитель, генеральный директор ОАО «Таганрогского завода „Прибой“».
- Лысенко, Николай Николаевич (архимандрит Никон) (1953—2015) — российский историк, богослов, священник.
- Морозова, Нелли Александровна (1924—2015) — российский киносценарист, редактор, мемуарист.
- Образцова, Елена Васильевна (1939—2015) — советская и российская оперная певица, Герой Социалистического Труда, народная артистка СССР[6].
- Образцова, Наталья Владимировна (1915—2004) — российская поэ[7]тесса.
- Подольский, Кирилл Олегович (1970) — предприниматель, генеральный директор группы компаний «Валары».
- Танич, Михаил Исаевич (1923—2008) — советский и российский поэт-песенник, Народный артист России[8].
- Федоров, Александр Викторович (1954) — российский педагог, специалист в области медиаобразования, кинокритик, киновед.
- Хаславский, Олег Львович (1948) — российский поэт, переводчик[9].
- Щербаков, Всеволод Валериевич (1969) — российский композитор, член общества композиторов и издателей «ASCAP», федерации артистов телевидения и радио «AFTRA», общества аудио инженеров «AES». Медиахолдинг «Universal Music Group».
- Лукашов Владимир Иванович (род. 12 октября 1949 г., посёлок Весёлый, Ростовская обл.) — заслуженный учитель Российской Федерации. С 1972 по 2021 год работал учителем русского языка и литературы в школе № 10 города Таганрога, с 1978 по 2021 год работал заместителем директора по учебно-воспитательной работе. Издавал книги по решению учебно-методического центра Таганрога: «Из опыта работы по изучению темы А. П. Чехова в 10 классах» (1999 г.), «Русский язык. В помощь учащимся по подготовке к ЕГЭ» (2005 г.).